# Spacewar!
Spacewar! este unul dintre primele jocuri pentru calculator. Steve "Slug" Russell, Martin "Shag" Graetz și Wayne Wiitanen au conceput acest joc în 1961, cu intenția de a îl implementa pe un DEC PDP-1 al Massachusetts Institute of Technology. După ce Alan Kotok a obținut niște rutine de la DEC, Russel a început să programeze, iar în Februarie 1962 a produs prima versiune. A durat aproximativ 200 de ore de muncă crearea primei versiuni.